# Are You Gonna Be My Girl
"Are You Gonna Be My Girl" é uma canção da banda de rock australiana Jet, contida em seu primeiro álbum de estúdio, Get Born, de 2003. A música foi lançada como primeiro single do álbum em 25 de agosto de 2003, na Austrália e no Reino Unido, sendo relançada em 24 de maio de 2005 nos Estados Unidos. Composta por Nic Cester e Cameron Muncey, "Are You Gonna Be My Girl" é frequentemente comparada à "Lust for Life", de Iggy Pop e "Screwdriver", dos White Stripes. A banda, no entanto, argumenta que se inspirou em canções da gravadora Motown como "I'm Ready For Love" de Martha and the Vandellas e "You Can't Hurry Love" de The Supremes. De acordo com Chris Cester, Iggy Pop disse que ele David Bowie também se inspiraram em gravações da Motown.

## Lista de faixas
| N.º | Título                     | Duração |  |
| 1.  | "Are You Gonna Be My Girl" |         |  |
| 2.  | "Last Chance"              |         |  |
| 3.  | "Hey Kids"                 |         |  |
| 4.  | "You Were Right"           |         |  |

## Equipe
Jet:
- Nic Cester — vocal, guitarra
- Chris Cester — bateria, vocal de apoio
- Cameron Muncey — guitarra solo, vocal de apoio
- Mark Wilson — baixo